# Bodil Frey
Siv Bodil Elisabet Frey, född 27 november 1955, död 28 februari 2025 i Sätila distrikt i Marks kommun, var en svensk doula och verksamhetsledare för integrationsprojekt.

## Biografi
Frey kom under perioden 2000–2025 att engagera sig för trygghet, integration i det svenska samhället och stöd till den födande kvinnan samt föräldrar till unga barn.

### Trygghetsskapande doulor
Omkring 2002 började Frey arbeta som doula med stöd till och trygghetsskapande åtgärder för blivande mödrar och blev då varse deras utsatthet orsakad av språk- och kulturbarriärer. I samarbete med doulaföreningen ODIS tog Frey initiativ till projektet "Doula som stöd för ensamstående gravida kvinnor" som genomfördes i Göteborg från maj 2006 till mars 2007 med Minna-mottagningen i Göteborg som samarbetspartner. Projektet finansierades av EU:s Socialfond och ansågs ha bidragit till att stärka kvinnor och ge en positiv start på föräldraskap. Frey var 2007 tillsammans med flera barnmorskor initiativtagare till föreningen Födelsehuset. Mellan 2007 och 2013 var hon lärare vid Födelsehuset och höll doulautbildningar och utvecklade arbetssättet "Doula & Kulturtolk".

### Stöd till föräldrar genom kulturtolkar
Mellan 2014 och 2015 var hon projektledare vid Kvinnocenter Bergsjön i Göteborg och drev ett pilotprojekt med kulturtolkar med lämpliga språkkunskaper och med inriktningen att ge stöd till nyanlända familjer med barn i skolan. Projektet drevs mellan 2016 och 2019 med stöd av Allmänna arvsfonden under namnet "Jämlik start i livet". Projektet drevs av Föreningen Tidigt Föräldrastöd i samarbete med Familjecentralen i Angered centrum. Syftet var att utveckla nya stödformer för föräldrar med särskilda behov. Bland målgrupperna fanns dels blivande och nyblivna mödrar/föräldrar i en utsatt situation, dels nyblivna föräldrar som varit en kort tid i Sverige och ännu inte talade svenska med erbjudande om kulturtolk med lämpliga språkkunskaper samt möjlighet att träffa andra föräldrar i samma situation. Projektet drevs i samarbete med Familjecentralen i Angereds centrum.
Frey fortsatte sedan att fram till sin bortgång 2025 arbeta som verksamhetsledare i Föreningen Tidigt Föräldrastöd och påtalade betydelsen av kulturtolkar och tidigt föräldrastöd för att minska utanförskap och risken för nyrekrytering av ungdomar till kriminalitet. Verksamheten med kulturtolkar har av Socialstyrelsen bedömts vara en verksam åtgärd för att motverka ryktesspridning och desinformation om socialtjänsten.